# Olaf Marschall
Olaf Marschall (Torgau, 1966. március 19. –) válogatott német labdarúgó, csatár, edző.

## Pályafutása

### Klubcsapatban
1972-ben a keletnémet BSG Chemie Torgau csapatában kezdte a labdarúgást, majd 1978-tól az 1. FC Lokomotive Leipzig korosztályos csapataiban folytatta, ahol 1983-ban mutatkozott az első csapatban. Hét idényen át szerepelt a lipcsei együttesben. Tagja volt az 1986-os és 1987-es keletnémet kupa-győztes és 1986–87-es KEK döntős csapatnak. Németország újraegyesítésekor, 1990-ben az osztrák SCN Admira/Wacker együtteséhez szerződött. 1993-ban hazatért és egy szezonon át a Dynamo Dresden labdarúgója volt. 1994 és 2002 között az 1. FC Kaiserslautern csapatában szerepelt és tagja volt az 1997–98-as bajnok- és az 1996-os német kupa-győztes csapatnak. 2002-ben a arab emírségekbeli Al Nasr SC csapatában fejezte be az aktív labdarúgást.

### A válogatottban
Az NDK U21-es válogatottjában 18 alkalommal szerepelt és hét gólt szerzett. 1984 és 1989 között négyszeres keletnémet válogatott volt. 1994 és 1999 között 13 alkalommal szerepelt a német válogatottban és három gólt szerzett. Részt vett az 1998-as franciaországi világbajnokságon.

### Edzőként
2005 és 2007 között segédedzőként tevékenykedett korábbi klubjánál, az 1. FC Kaiserslauternnél.

## Sikerei, díjai
1. FC Lokomotive Leipzig
- Keletnémet kupa (FDGB-Pokal)
  - győztes: 1986, 1987
- Kupagyőztesek Európa-kupája (KEK)
  - döntős: 1986–87

 1. FC Kaiserslautern
- Német bajnokság (Bundesliga)
  - bajnok: 1997–98
- Német kupa (DFB-Pokal)
  - győztes: 1996